# Road Italy
Road Italy è un programma televisivo del 2012 realizzato inizialmente per Rai 5 per poi passare su Rai 1 (e alta definizione su Rai HD) nel 2013. Prodotto da Gekofilm in collaborazione con la Rai, è scritto e condotto da Emerson Gattafoni e Valeria Cagnoni in collaborazione con lo storico conduttore radiotelevisivo Claudio De Tommasi. La trasmissione, in onda settimanalmente, si avvale di una breve striscia quotidiana (Day by Day) e di alcuni speciali.

## Il programma
Si tratta di un percorso su un Apecar vintage attraverso l'Italia della storia dell'arte, della tecnologia, dell'energia alternativa, della cultura popolare, della vita quotidiana più creativa e della fiducia nel futuro.
La prima serie consisteva in un tour in dieci puntate dal Gran Sasso al Monte Bianco, passando per 6 regioni del Centro e del Nord-Ovest italiano. Questa serie è stata trasmessa nel 2012, con cadenza settimanale il venerdì in prima serata sul canale Rai 5 del digitale terrestre della Tv di Stato, per poi essere successivamente riproposta nel palinsesto estivo di Rai 1, ogni sabato pomeriggio.
La seconda serie, Road Italy 2013, consisteva in un tour in undici puntate da Palermo a Roma, passando per 6 regioni del Sud e del Centro italiano. Questa serie è andata in onda nell'estate 2013, ogni sabato pomeriggio, sempre su Rai 1 (e in alta definizione su Rai HD). La trasmissione aveva anche una striscia quotidiana dalla durata di 10 minuti intitolata Road Italy Day by Day, che era trasmessa quotidianamente dal lunedì al venerdì la mattina su Rai 1 (e in alta definizione su Rai HD) per 55 puntate.
La terza serie, Road Italy 2015, è andata in onda tra giugno e luglio 2015.